# Ernest Hoschedé
Ernest Hoschedé (18. prosince 1837, Paříž, Francie – 19. března 1891, Paříž, Francie) byl ředitel obchodního domu v Paříži. Během úspěšného období svého života byl sběratelem umění a uměleckým kritikem. O svou impresionistickou uměleckou sbírku přišel, když v letech 1877–1878 zkrachoval. Přestěhoval svou rodinu do domu Clauda Moneta ve Vétheuilu. Poté žil v Paříži a pracoval v deníku "Le Voltaire" a v časopise Magazine Français Illustré. Jeho rodina i nadále stále žila v domě Claude Moneta. Rok po jeho smrti se jeho manželka Alice Hoschedé provdala za Clauda Moneta. Věří se, že byla Monetovou milenkou už léta.

## Životopis
Hoschedé sbíral a prodával díla Clauda Moneta, Edgara Degase, Camille Pissarra a Alfreda Sisleye. Byl znám jako patron Clauda Moneta a dalších impresionistických malířů. Byl také Monetovým dobrým přítelem. V roce 1876 pověřil Hoschedé Moneta malováním dekorativních panelů pro zámek de Rottembourg a několika krajinomalbami. Podle Nineteenth-century European Art: A Topical Dictionary (slovník evropského umění 19. století) je možné, že v té době začal Monetův vztah s Alice Hoschedé a její nejmladší syn Jean-Pierre mohl být Monetovým synem.
Hoschedé žil „extravagantním životním stylem“ a zkrachoval v roce 1877. Na určitou dobu odešel do Belgie, aby unikl svým věřitelům. Jeho umělecká sbírka byla vydražena v červnu 1878 za zlomek své hodnoty, což byla velká rána pro impresionisty, zejména pro Moneta. Ačkoli byl zděšen Hoschedého finančním selháním, Monet „mu rychle nabídl svou podporu“, a vyzval jej aby žili s ním a jeho rodinou v jeho domě ve Vertheuil.

## Smrt
Ernest Hoschedé zemřel v roce 1891 jako chudý muž. Pohřeb se na žádost jeho dětí konal v Giverny a zaplatil ho Monet.
Následující rok se Alice za Moneta provdala.